# Zander Clark
Zander Clark, né le 26 juillet 1992 à Glasgow au Royaume-Uni, est un footballeur international écossais. Il joue depuis 2022 au poste de gardien de but pour le club de Hearts.

## Biographie

### En club
Le 2 septembre 2022, il rejoint Hearts.

### En équipe nationale
En juin 2024, il fait partie de la liste des 26 joueurs convoqués par Steve Clarke pour disputer l'Euro 2024 .

## Palmarès

### En club
- St Johnstone
  - Vainqueur de la Coupe de la Ligue écossaise en 2021
  - Vainqueur de la Coupe d'Écosse en 2021